# Sloveniens Billie Jean King Cup-lag
Sloveniens Billie Jean King Cup-lag representerar Slovenien i tennisturneringen Billie Jean King Cup, och kontrolleras av Sloveniens tennisförbund. 

## Historik
Slovenien deltog första gången 1992. Bästa resultat är kvartsfinalen 2003.